# Іван Кірков
Іван Кірков (болг. Иван Николов Кирков; 1 січня 1932, Болгарія, Станімака — 19 вересня 2010, Асеновград, Болгарія) — болгарський художник, графік другої половини XX-го — перших років XXI століття.  Творчий шлях Івана Кіркова, працьовитого і палкого експериментатора, складався із дослідів у багатьох жанрах і видах мистецтва: живопис, станкова графіка, ілюстрація, плакат, скульптура, настінний розпис, мозаїка, сценографія. 

## Біографія

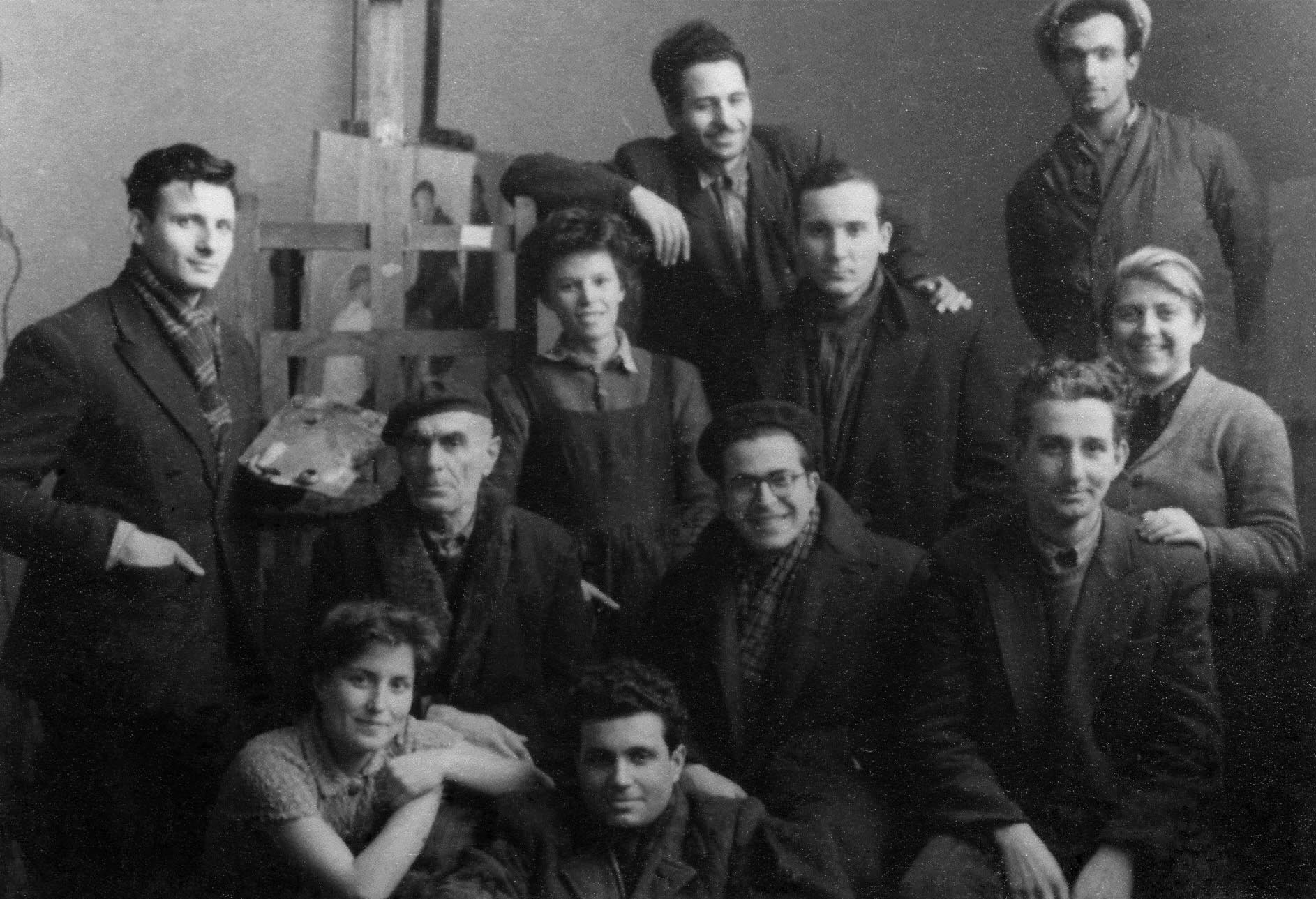
Іван Кірк (у другому ряду в центрі / в окулярах); натурник дядько Георгі і студенти Академії мистецтв у студії. Софія, біля 1952-1953

Іван Кірков народився 1 січня 1932 року в Асеновграді (тоді — Станімака). У 1955-му закінчив Національну академію мистецтв у Софії, спеціалізація — живопис. Його вчителями були професори Ілля Петров і Кирил Цонев. З 1957 року почав брати участь у виставках: портрети, жанрові композиції, пейзаж . У 1961 році на Першій молодіжнійї виставці в Софії показав мальовничу композицію  і стала приводом для різкої громадської полеміки в Болгарії. З того часу ім'я Кіркова на місцевій художній сцені асоціювалося з нонконформізмом  . 
У 1965-1967 роках він працював сценографом для Театру Сатири. Автор декорацій для вистав за Савом Доброплодним, Іваном Вазовим, Шекспіром. Художником-постановником працював над фільмом 1963 року «Інспектор і ніч»  . 
Проявив себе як книжковий дизайнер   : макети книг Елина Пелина, Р. Босилека , Цанко Церковського та ін. Багато займався ілюстрацією   

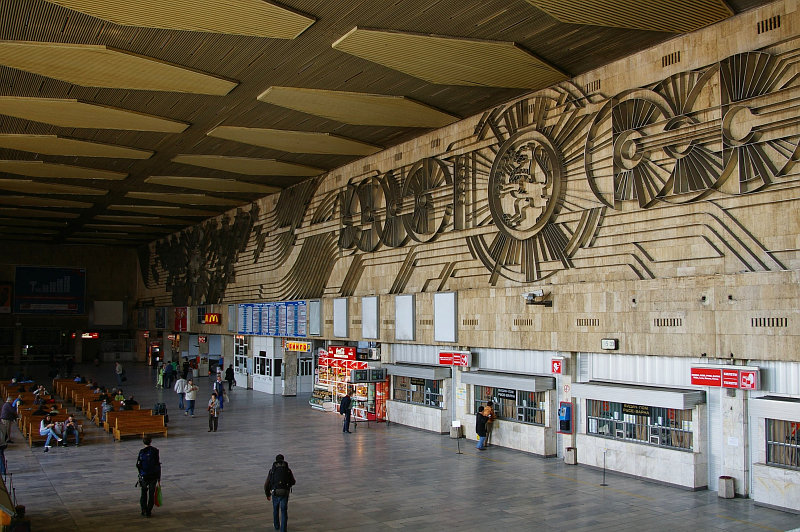
Іван Кірков. Пано в касовому залі Центрального вокзалу в Софії, 1974-1976. Металопластика, 200 м²

Як монументаліст Іван створив декоративно-скульптурну композицію у Центральному залізничному вокзалі Софії, фрески на стелі і концертну завісу для Національного театру «Іван Вазов». У 80-х викладав у Софійській академії. 
У 1959 році нагороджений бронзовою медаллю Спілки художників Болгарії  пройшла в Національній художній галереї в Софії у жовтні-листопаді 2004 року. 
Іван Кірков помер 19 вересня 2010 року від раку легенів і був похований на батьківщині, в Асеновграді . Посмертна данина поваги художнику відзначена багатьма виставками   .

## Відео
- «Иван Кирков или да се спасиш в спомена», 2009 / фрагмент фильма, 3 мин.. [Архівовано 15 лютого 2015 у Wayback Machine.]  [Архівовано 15 лютого 2015 у Wayback Machine.] режисера Атанаса Кирякова (болг.)
- Відео, 14 хв. Ретроспектива Івана Кіркова 2011  Галерея 8, до першої річниці від дня смерті художника; з численними коментарями галериста Бориса Стателова